# عمران القيسي
عمران القيسي هو رسام ومؤرخ وناقد فني لبناني عراقي ولد في سنة 1943 لأب عراقي وأم لبنانية، درس الفن في بغداد وصوفيا في بلغاريا. عرضت لوحاته في عدة معارض في لبنان والعراق والسعودية والأردن وتونس والكويت وكندا وإسبانيا والمملكة المتحدة وإيران. قام برسم إحدى أعماله في مطار الملك عبد العزيز الدولي في جدة وفي قصر بيت الدين في لبنان.